# سایتاما (شهر)
سایتاما (به ژاپنی: さいたま市) پایتخت و پرجمعیت‌ترین شهر ناحیه سایتاما در ژاپن است. 

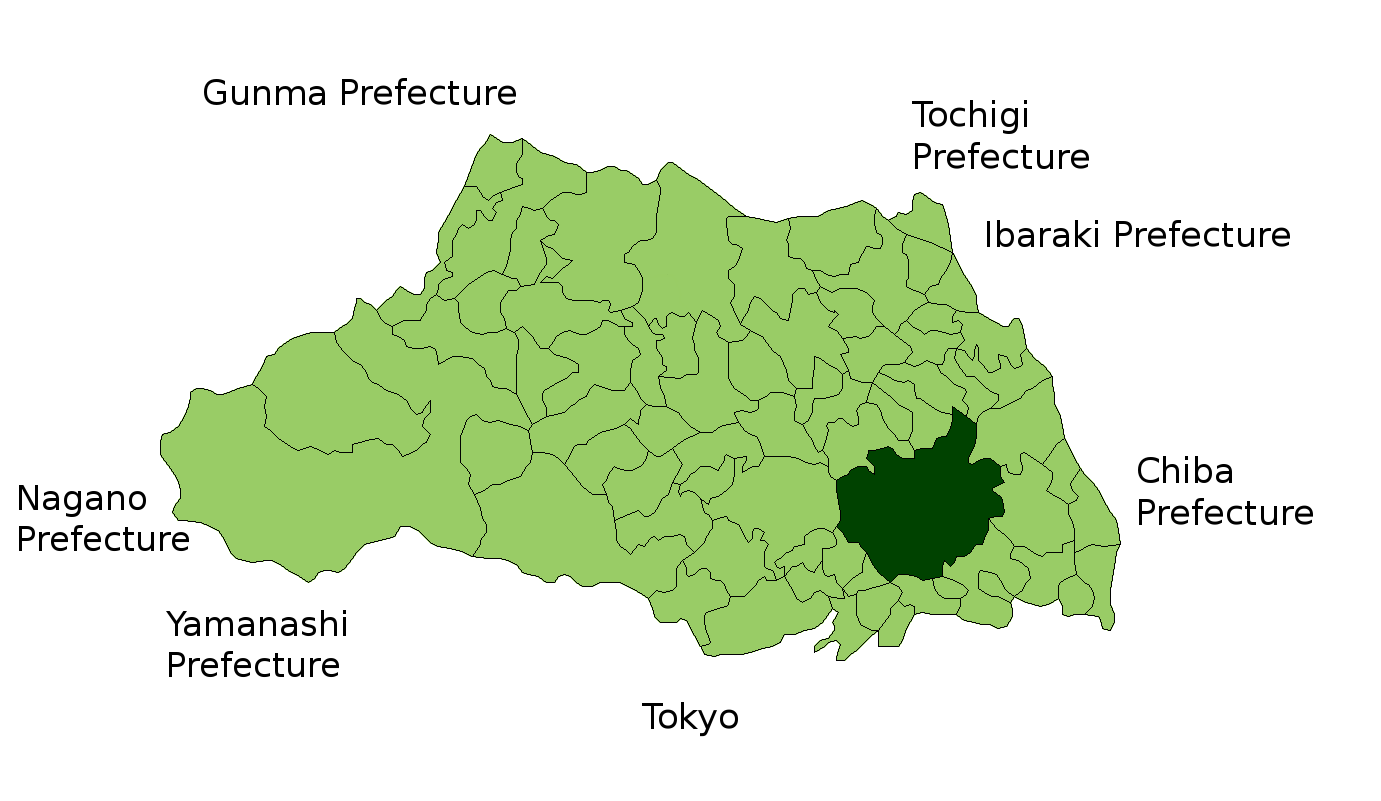
موقعیت شهر سایتاما در ناحیه سایتاما

ین شهر در جنوب شرقی این ناحیه، که شهرهای پیشین اوراوا، امیا، یونو و ایواتسوکی را به هم ملحق می‌کرد، واقع است.
قرارداشتن در ۱۵ تا ۳۰ کیلومتری شمال مرکز توکیوی مرکزی، سبب عزیمت افراد زیادی برای کار به توکیو شده‌است.
نام این شهر از نام ناحیه ساکیتاما (به ژاپنی: 埼玉郡) که در حال حاضر شهر گیودا (در شمال ناحیه سایتاما) می‌باشد، گرفته شده‌است. کلمه ساکیتاما دارای قدمتی طولانی است و در مانیوشو (قدیمی‌ترین مجموعه شعری ژاپنی مربوط به قرن هشتم میلادی) به آن اشاره شده‌است.
در اول ماه می سال ۲۰۰۱ میلادی این شهر بنا نهاده شد.

## جغرافیای سایتاما
سایتاما در ۲۰ تا ۳۰ کیلومتری شمال توکیو و تقریباً در میان دشت کانتو قرار گرفته‌است.

## بخش‌ها

نقشه بخش‌های شهر سایتاما

سایتاما دارای ۱۰ بخش از قرار زیر است:
| ■۱ - چوو-کو       | 中央区 |  |
| ■۲ - ایواتسوکی-کو | 岩槻区 |  |
| ■۳ - کیتا-کو      | 北区   |  |
| ■۴ - میدوری-کو    | 緑区   |  |
| ■۵ - می‌نامی-کو    | 南区   |  |
| ■۶ - مینوما-کو    | 見沼区 |  |
| ■۷ - نیشی-کو      | 西区   |  |
| ■۸ - امیا-کو      | 大宮区 |  |
| ■۹ - ساکورا-کو    | 桜区   |  |
| ■۱۰ - اوراوا-کو   | 浦和区 |  |

## دانشگاه‌ها
- دانشگاه مجیرو
- دانشگاه نیهون
- دانشگاه سایتاما
- دانشگاه اوراوا
- موسسه فناوری شیبارا

## جاذبه‌های گردشگری
- پارک بسشونوما
- معبد لیکاوا
- موزه جان لنون
- مینوما
- موزه راه‌آهن
- استادیوم سایتاما ۲۰۰۲
- ورزشگاه بزرگ سایتاما

## شهرهای خواهرخوانده
- تولوکا، مکزیک
- ژنگژو، چین
- هامیلتون، نیوزلند
- ریچموند، ایالات متحده
- نانایمو، بریتیش کلمبیا، کانادا
- پیتسبورگ، ایالات متحده